# وریگنس
وریگنس (به فرانسوی: Varaignes) یک کمون در فرانسه است که در Canton of Bussière-Badil واقع شده‌است.

## خصوصیات
وریگنس ۱۶٫۶۰ کیلومترمربع مساحت و ۴۱۹ نفر جمعیت دارد و ۱۴۴ متر بالاتر از سطح دریا واقع شده‌است.